# Mikaela Matthews
Mikaela Matthews (Apple Valley, 24 dicembre 1991) è una sciatrice freestyle statunitense, specialista nelle gobbe.

## Biografia
In Coppa del Mondo ha esordito il 19 gennaio 2012 a Lake Placid (16ª), ha ottenuto il primo podio il 24 febbraio 2013 a Inawashiro (2ª) e la prima vittoria il 12 dicembre 2015 a Ruka.
In carriera ha partecipato a un'edizione dei Campionati mondiali, Voss-Myrkdalen 2013 (14ª nelle gobbe, 11ª nelle gobbe in parallelo).

## Palmarès

### Coppa del Mondo
- Miglior piazzamento in classifica generale: 35ª nel 2013.
- 2 podi:
  - 1 vittoria;
  - 1 secondo posto.

#### Coppa del Mondo - vittorie
| Data             | Luogo | Paese     | Disciplina |
| ---------------- | ----- | --------- | ---------- |
| 12 dicembre 2015 | Ruka  | Finlandia | DM         |

Legenda:

DM = gobbe in parallelo

### Campionati statunitensi
- 2 medaglie[2]:
  - 1 argento (gobbe in parallelo nel 2013).
  - 1 bronzo (gobbe in parallelo nel 2015).